# 鞍馬山
鞍馬山（くらまやま）是位在京都府京都市左京區的山。標高584公尺。東邊有鞍馬川、西邊有貴船川，是兩川的分水嶺。

## 概要
有名的靈山，作為密教的山岳修驗場而繁榮。寶龜元年（770年），鑑禎上人在鞍馬山的南中腹創建本尊是毘沙門天的鞍馬寺。鞍馬山也是牛若丸（後之源義經）的修行之地，因「鞍馬天狗」而廣為人知。古來就是春天的櫻花、秋天的紅葉之名所。『更級日記』也有鞍馬山春秋景色的描寫。

## 關連項目
- 歌枕
- 水源之森百選
- 天狗

## 外部連結
- 林野廳/「水源の森」百選 （页面存档备份，存于）